# Andrea Gasbarroni
Andrea Gasbarroni (*Turín, Italia, 6 de agosto de 1981), futbolista italiano. Juega de mediocampista y su primer equipo fue el A. S. Varese. 

## Selección nacional
Ha sido internacional con la Selección de fútbol de Italia sub-21, Ha jugado 11 partidos internacionales y ha anotado 2 goles.

## Clubes
| Club                | País   | Año       |
| ------------------- | ------ | --------- |
| A. S. Varese        | Italia | 2001-2002 |
| U. C. Sampdoria     | Italia | 2002-2003 |
| U. S. Palermo       | Italia | 2003-2004 |
| U. C. Sampdoria     | Italia | 2005-2006 |
| Parma F. C.         | Italia | 2006-2008 |
| Génova F. C.        | Italia | 2008      |
| Torino F. C.        | Italia | 2009-2012 |
| A. C. Monza         | Italia | 2012-2015 |
| A. S. Giana Erminio | Italia | 2015-2016 |
| FCD Pinerolo        | Italia | 2016-2017 |
| A. C. Bra           | Italia | 2017-2018 |

- Datos: Q493939